# Бродифакум
Бродифакум — антикоагулянт из группы кумаринов, применяется в качестве родентицида против всех видов грызунов. Действует даже после однократного приема.

## Фармакологические свойства и токсичность
Бродифакум — антикоагулянт, обладает выраженными кумулятивными свойствами и кожно-резорбтивным действием. Оказывает раздражающее действие на кожу.
Бродифакум смертелен для грызунов даже при разовом питании приманкой.
Клиническая картина острого отравления бродифакумом: слабость, головная боль, тошнота; через несколько дней — подкожные кровоизлияния, кровотечения из носа, кашель с кровавой мокротой, боли в животе, спине, кровь в моче, кале. Поражает кровеносную, центральную нервную, дыхательную и сердечно-сосудистую системы, печень, почки.
Первая помощь при отравлении бродифакумом: При вдыхании — свежий воздух, тепло, покой. При попадании через рот — прополоскать водой ротовую полость, обильное питьё, активированный уголь, солевое слабительное. Антидотная терапия (витамин К1 (фитоменадион)). При попадании в глаза — обильно промыть проточной водой. Обратиться за медицинской помощью.
Полулетальная доза (ЛД50), (мг/кг): 25 (кошки, перорально), 0,2 (кролики, перорально), 0,5 (крысы, перорально), 0,4 (мыши, перорально), 10 (свиньи, перорально), 3,5 (собаки, перорально), для кур 4,5, для кряквы 2,0. CK50 (96 ч, в мг/л): для ушастого окуня 0,165, для радужной форели 0,051.

## Дополнительная информация
Бродифакум выпускается в виде готовой брикетированной 0,005 % приманки, 0,1 % порошкового и 0,25 % жидкого концентратов для приготовления приманок. Разрешены применения бродифакума: 0,1 % (в приманке 5 %) на складах, в хранилищах, погребах, кормоцехах, защищённом грунте, хозяйственных постройках; 0,005 % готовая приманка (г.) на складах, в хранилищах, защищённом грунте, хозяйственных постройках.